# Pretty Li Hui Zhen
Pretty Li Hui Zhen (chino: 漂亮的李慧珍, en español: "La Bella Li Hui Zhen"), es una serie de televisión china transmitida del 2 de enero del 2017 hasta el 2 de febrero del 2017 por Hunan TV. La serie es un remake del drama surcoreano She Was Pretty transmitida en el 2015.

## Sinopsis
Li Huizhen, fue una belleza en su juventud, pero años de dificultades han afectado su apariencia física mientras que su amigo de la infancia, Bai Haoyu, pasa de ser un niño bajo y gordito a ser un adulto con un buen aspecto físico y con éxito. 12 años después, Bai Haoyu intenta contactarse con Li Huizhen para tener contacto con ella y deciden encontrarse, sin embargo cuando ve a Li Huizhen es incapaz de reconocerla, avergonzada por su apariencia actual y por lo sucedido, Huizhen envía a su asistente y mejor amiga Xia Qiao para que vaya en su lugar.
Las cosas se complican cuando Huizhen obtiene una pasantía en la revista Immortal (una empresa de moda en donde había estado deseando entrar) y horrorizada descubre que Bai Haoyu es su nuevo jefe. Sin saber su verdadera identidad, pronto Bai Haoyu comienza a molestarla por su naturaleza torpe.
Mientras Li Huizhen intenta esconder su verdadera identidad de Haoyu, pronto el reportero Li Yimu, el compañero y amigo de Huizhen se enamora de ella, y por otro lado Xia Qiao comienza a desarrollar sentimientos por Haoyu.

## Reparto

### Personajes principales
| Actor            | Personaje  | Ocupación                        | Número de episodios | Duración |
| ---------------- | ---------- | -------------------------------- | ------------------- | -------- |
| Dilraba Dilmurat | Li Huizhen | Pasante de la Revista "Immortal" | 46                  | 2017     |
| Peter Sheng      | Bai Haoyu  | Jefe en la Revista "Immortal"    | 46                  | 2017     |
| Vin Zhang        | Lin Yimu   | Reportero                        | 44                  | 2017     |
| Li Xirui         | Xia Qiao   | Asistente                        | 46                  | 2017     |

### Personajes secundarios
| Actor          | Personaje   | Ocupación                | N.º de episodios | Duración |
| -------------- | ----------- | ------------------------ | ---------------- | -------- |
| Wang Yinan     | Zhu Ying    | -                        | 29               | 2017     |
| Ren Wei        | Vivian      | -                        | 24               | 2017     |
| Song Wenzuo    | Lin Husheng | -                        | 22               | 2017     |
| Wang Xiao      | Lin Hao     | -                        | 18               | 2017     |
| Wang Yifei     | Han Xue     | -                        | -                | 2017     |
| Zhao Zihui     | Zhou Yaling | -                        | -                | 2017     |
| You You        | Anna        | -                        | -                | 2017     |
| Yang Yanru     | Mei Li      | -                        | -                | 2017     |
| Hao Shuang     | Lulu        | -                        | -                | 2017     |
| Wang Zairu     | -           | Padre de Li Huizhen      | 5                | 2017     |
| Su Xin         | -           | Madre de Li Huizhen      | -                | 2017     |
| Miao Zhongzhen | Li Huilin   | -                        | -                | 2017     |
| Gu Kaili       | Xia Huijing | Madre de Xia Qiao        | -                | 2017     |
| Cai Gang       | -           | Padre de Xia Qiao        | 8                | 2017     |
| Zhang Pingjuan | Luo Minli   | Madrastra de Xia Qiao    | -                | 2017     |
| Li Dongheng    | Eric        | Mejor amigo de Bai Haoyu | 3                | 2017     |
| Wang Chu       | -           | Jefe de Departamento     | -                | 2017     |

## Episodios
La serie estuvo conformada por 46 episodios.

## Música
El Soundtrack de la serie estuvo conformada por 4 canciones.
La canción de inicio de la serie fue "Be Together Without Worries" cantada por Dilraba Dilmurat, mientras que la canción de cierre fue "Hello Cinderella" de .
| No. | Artista (as)         | Canción                                      | Notas                                  |
| --- | -------------------- | -------------------------------------------- | -------------------------------------- |
| 1   | Dilraba Dilmurat     | "Be Together Without Worries" (漂亮的在一起) |                                        |
| 2   | Hu Xia               | "Hello Cinderella" (你好灰姑娘)              |                                        |
| 3   | Dilraba Dilmurat     | "Can't Bear To" (舍不得)                     |                                        |
| 4   | Vin Zhang y Li Xirui | "To Love Completely" (爱得起)                | (también conocida como "Able to Love") |

## Premios y nominaciones
| Año  | Categoría               | Premio                                  | Nominada             | Resultado |
| ---- | ----------------------- | --------------------------------------- | -------------------- | --------- |
| 2018 | Most Popular Actress    | 12th China Golden Eagle TV Art Festival | Dilraba Dilmurat     | Ganó      |
| 2018 | Best Television Series  | 12th China Golden Eagle TV Art Festival | "Pretty Li Hui Zhen" | Nominado  |
| 2018 | Best Actress (Favorite) | 29th China TV Golden Eagle Award        | Dilraba Dilmurat     | Ganó      |

## Producción
La serie fue dirigida por Zhao Chenyang, quien tuvo el apoyo de los escritores Lu Zhirou y Yang Qing, y contó con los productores Gao Chen, Zhang Yong y Gao Fei.
El tema de apertura fue Be Together Without Worries cantado por Dilraba Dilmurat, mientras que el tema del final fue Hello Cinderella de Hu Xia.
Contó con las compañías productoras "Jay Walk Studio", "Mango Studios" y "LeTV".

### Popularidad
La serie fue un éxito comercial en China, ocupando el primer lugar en el horario en el que se transmitía, obteniendo más de 7,000 millones de visitas en línea.

### Emisión en otros países
| País    | Cadena | Fecha de Inicio    | Fecha de Finalización |
| ------- | ------ | ------------------ | --------------------- |
| Malasia | NTV7   | 11 de mayo de 2017 | -                     |